# Mithé Espelt
Marie-Thérèse Espelt, plus connue sous le nom de Mithé Espelt, née le 16 octobre 1923 à Lunel et morte le 24 septembre 2020 dans la même commune, est une céramiste française.

## Biographie

### Jeunesse, famille et études
Née en 1923 à Lunel, en Camargue, Marie-Thérèse Espelt est l'ainée d'une fratrie de trois filles. Alors qu'elles sont encore enfants, elle et ses sœurs perdent successivement leur mère et leur père. Elles peuvent néanmoins compter sur le soutien de leur grand-père, Edmond Baissat, propriétaire terrien et artiste. « Candidat des Joyeux » aux élections législatives de 1898, l'homme est également l'ami de Jean Hugo et Frédéric Mistral.
À l'âge de 16 ans, Marie-Thérèse Espelt part pour Montpellier où elle intègre l'école des beaux-arts et étudie le dessin et la sculpture aux côtés de Pierre Soulages et Valentine Schelgel. À partir de 1942, elle poursuit ses études à l'école de Fontcarrade, toujours à Montpellier, où elle s'initie à la céramique auprès d'Émilie Decanis.

### Carrière
À la fin de la Seconde Guerre mondiale, Mithé Espelt monte à Paris où elle travaille dans l'atelier de boutons en céramique de Nathalie Pol dans le quartier Saint-Germain-des-Prés. Elle revient toutefois à Lunel dès 1946, pour s'occuper de ses sœurs cadettes. Là, elle ouvre son propre atelier de céramique, dans lequel elle fabrique des bijoux, des coffrets ainsi que des miroirs qu'elle vend dans les galeries de toute la région, mais aussi en Martinique. À la même époque, Mithé Espelt se marie avec Maurice Figère, expert-comptable et avocat. Ensemble, ils ont deux enfants : Marion, également céramiste, et Martin.

### Reconnaissance
Peu intéressée par la reconnaissance et la postérité, Mithé Espelt ne signe aucune de ses œuvres. Aussi, à la fin de sa vie, une partie de son travail est-elle attribuée à un autre céramiste : François Lembo. Intrigué, le collectionneur d'art Antoine Candau parvient cependant à retrouver la véritable artiste et organise sa première exposition en 2020, à la galerie Anne-Sophie Duval (Paris), laquelle s'ouvre quelques jours seulement après la mort de Mithé Espelt.

### Expositions
- 2025 : aur infinit (l'or infini en Occitan), Galerie Omagh, Paris, du 25 mars au 10 mai.